# بنثون لمسام
بنثون لمسام (بالتايلندية: บัณฑูร ล่ำซำ)‏‏ (15 يناير 1953 في بانكوك - ) شخصية أعمال من تايلاند.